# Мощаниця (зупинний пункт)
Мощаниця — зупинкова платформа Коростенського відділення Південно-Західної залізниці. Знаходиться у с. Мощаниця. Курсує дизель-поїзд Коростень-Овруч-Возлякове.
Знаходиться в зоні обов'язкового відселення.